# Sebastian Prödl
Sebastian Prödl (n. 21 iunie 1987) este un fotbalist austriac, care evoluează pe postul de fundaș la clubul Watford FC din Premier League și la echipa națională de fotbal a Austriei. Își reprezintă țara la nivel internațional începând cu anul 2007.

## Goluri internaționale
| 1.                         | 26 martie 2008    | Ernst-Happel-Stadion, Viena, Austria | Slovenia       | 2–0 | 3–4 | Meci amical                                            |
| 2.                         | 26 martie 2008    | Ernst-Happel-Stadion, Viena, Austria | Slovenia       | 3–0 | 3–4 | Meci amical                                            |
| 3.                         | 8 octombrie 2010  | Ernst-Happel-Stadion, Viena, Austria | Azerbaidjan    | 1–0 | 3–0 | Preliminariile Campionatului European de Fotbal 2012   |
| 4.                         | 15 octombrie 2013 | Tórsvøllur, Tórshavn, Insulele Feroe | Insulele Feroe | 2–0 | 3–0 | Calificările pentru Campionatul Mondial de Fotbal 2014 |
| Corect la 7 octombrie 2015 |                   |                                      |                |     |     |                                                        |

## Viața personală
Verișoara lui Prödl, Viktoria Schnaderbeck, de asemenea este fotbalistă și evoluează pentru clubul Bayern München (f).